# Marie-Alexandre Alophe

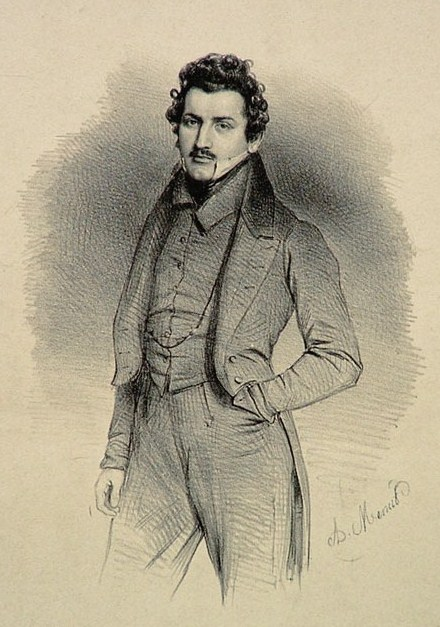
Selbstporträt, um 1830

Marie-Alexandre Alophe (* 1812 in Paris; † 1883 ebenda) war ein französischer Fotograf. Ursprünglich war er Maler und Lithograf.

## Leben
Seine künstlerische Ausbildung erhielt er bei Camille Roqueplan und Paul Delaroche.

## Werke
Seine lithografischen Arbeiten zeichneten sich durch einen süßlichen und verdeckt sinnlichen Gehalt aus, weswegen er großen Anklang beim zeitgenössischen Publikum fand. Als Fotograf zeichnete er sich vor allem durch Genreaufnahmen aus.

Lithografien
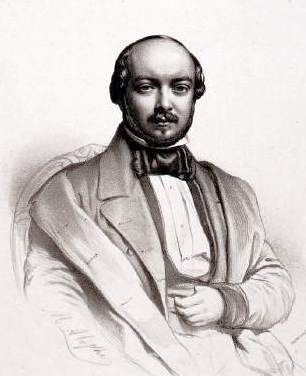
Félix Godefroid
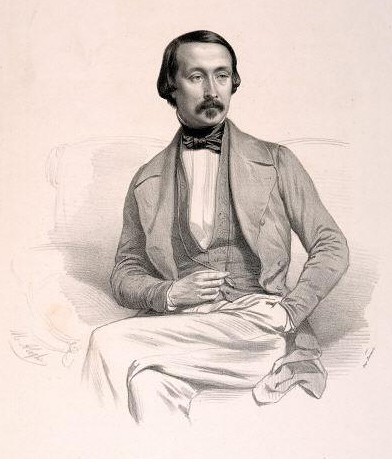
Félix Le Couppey
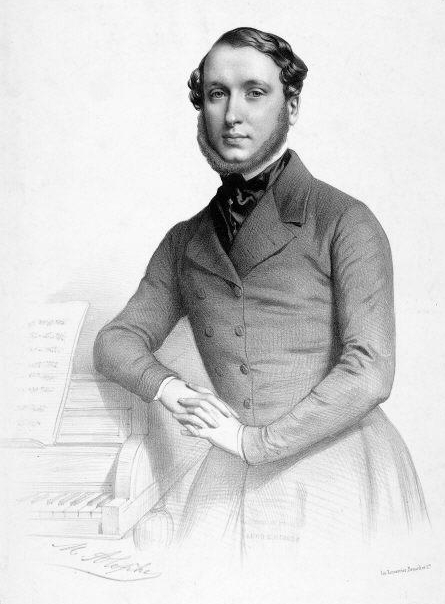
Henri Rosellen
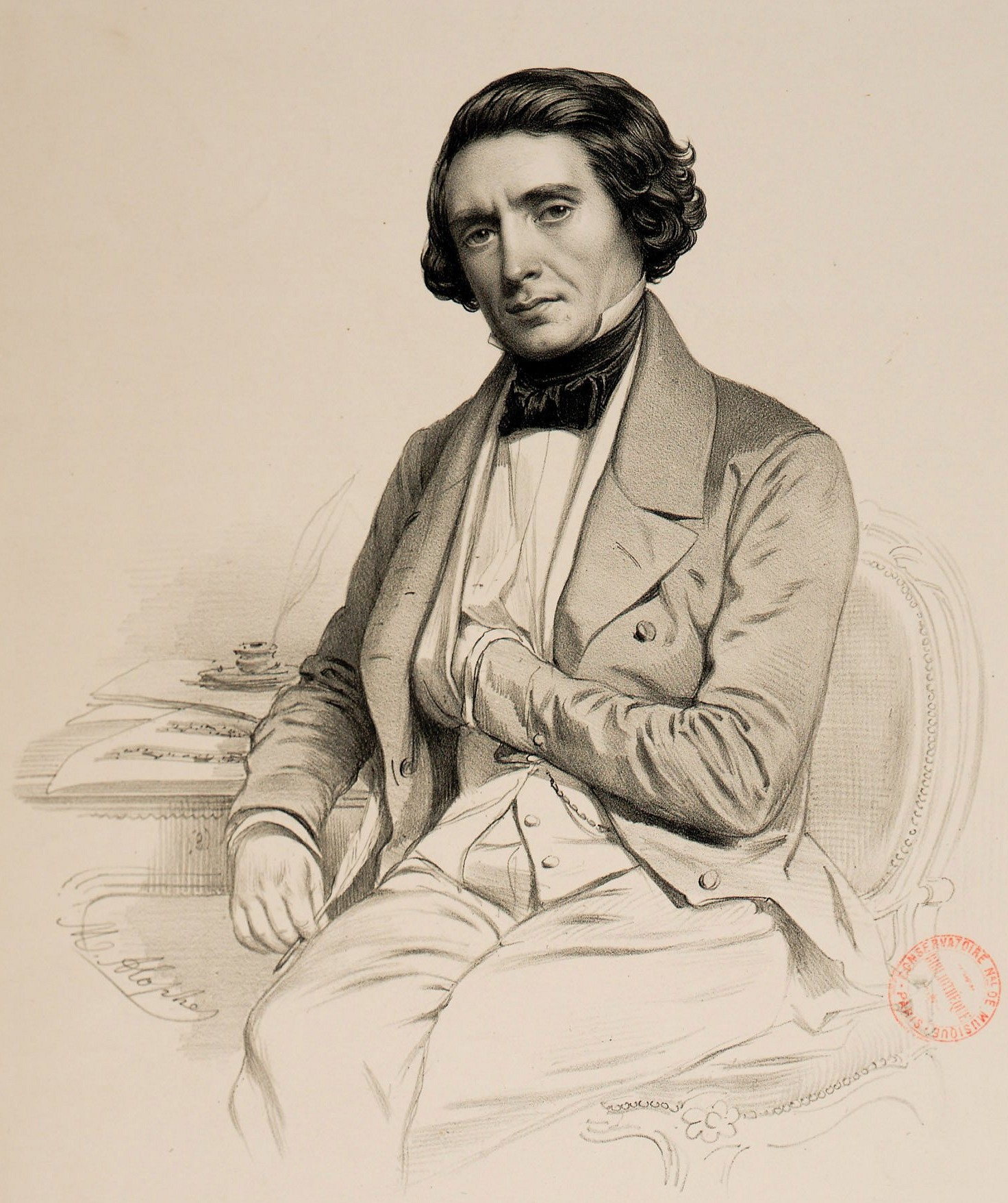
Hippolyte Colet
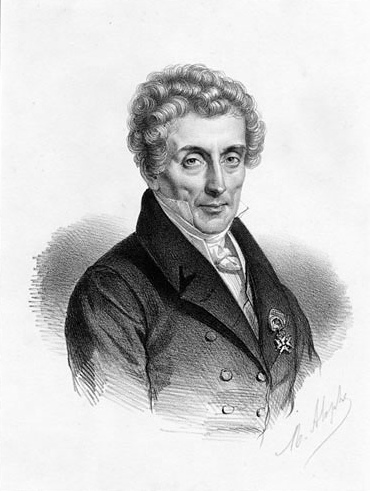
Luigi Cherubini